# Christophe-Jérôme Barthélemy-Lapommeraye
 (juin 2023).
Christophe-Jérôme Barthélemy-Lapommeraye est un naturaliste français, né le 13 avril 1796 à Marseille et mort le 4 octobre 1869 dans cette même ville.

## Biographie
D’abord fonctionnaire à la Préfecture des Bouches-du-Rhône puis la mairie de Marseille, il remplace Polydore Roux (1792-1833) au Muséum d'histoire naturelle de Marseille. 
Il publie divers mémoires de zoologie dans la Revue zoologique de Félix Édouard Guérin-Méneville (1799-1874) de 1841 à 1866, ainsi que dans le Bulletin de la Société d'acclimatation. Il est aussi le coauteur (avec J.-B. Jaubert) des Richesses ornithologiques du Midi de la France, ou Description méthodique de tous les oiseaux observés en Provence et dans les départements circonvoisins, ouvrage de 547 pages, richement illustré, publié en 1859 à Marseille.
En 1848 il fait une communication à l'Académie de Marseille sur L'Amour maternel d'un scolopendre.